# Denis Trottier
Pour les articles homonymes, voir Trottier.
Denis Trottier, né le 8 juin 1952 à Dolbeau-Mistassini, est un enseignant et homme politique québécois. Il est le député péquiste de Roberval de 2007 à 2014. 

## Biographie
Denis Trottier est titulaire d'un baccalauréat en sciences politiques et d'un certificat en enseignement collégial de l'Université Laval. Il fait une maîtrise en études régionales à l'Université du Québec à Chicoutimi.
Il est chargé de cours à l'UQAC en sociologie pendant 23 ans et enseignant au Cégep de Saint-Félicien en science politique et en sociologie pendant 18 ans. Il est également superviseur de stage et professeur en développement local à ce cégep en 2000, puis conseiller au service aux entreprises et aux collectivités de 2003 à 2005. 
Il est membre de nombreux conseils d'administration pendant sa carrière.

### Carrière politique
De 1985 à 1993, il est conseiller municipal à Dolbeau. Il est par la suite maire de Péribonka de 2001 à 2005, et préfet de la municipalité régionale de comté (MRC) Maria-Chapdelaine de 2003 à 2005. Il est membre exécutif de la Conférence régionale des élus du Saguenay−Lac-Saint-Jean de 2003 à 2005. 
En 2007, il est élu député du Parti québécois dans Roberval. Il est réélu en 2008 et en 2012. Pendant son troisième mandat, il est adjoint parlementaire à la ministre des Ressources naturelles, Martine Ouellet, de septembre 2012 à mars 2014. Il est battu par Philippe Couillard lors de l'élection générale québécoise de 2014. 

## Publications
- 1985 : Le « bonheur régional brut »
- 1999 : Tous pour tous : essai socio-politique

## Distinctions et prix
En 1985, il est récipiendaire du Prix Truite, décerné à la personnalité politique la plus persévérante au Saguenay−Lac-Saint-Jean. 
En 1990, la revue L'Actualité le désigne comme étant l'une des 10 personnalités marquantes dans le domaine de l'environnement.